# Schweiz im Ersten Weltkrieg

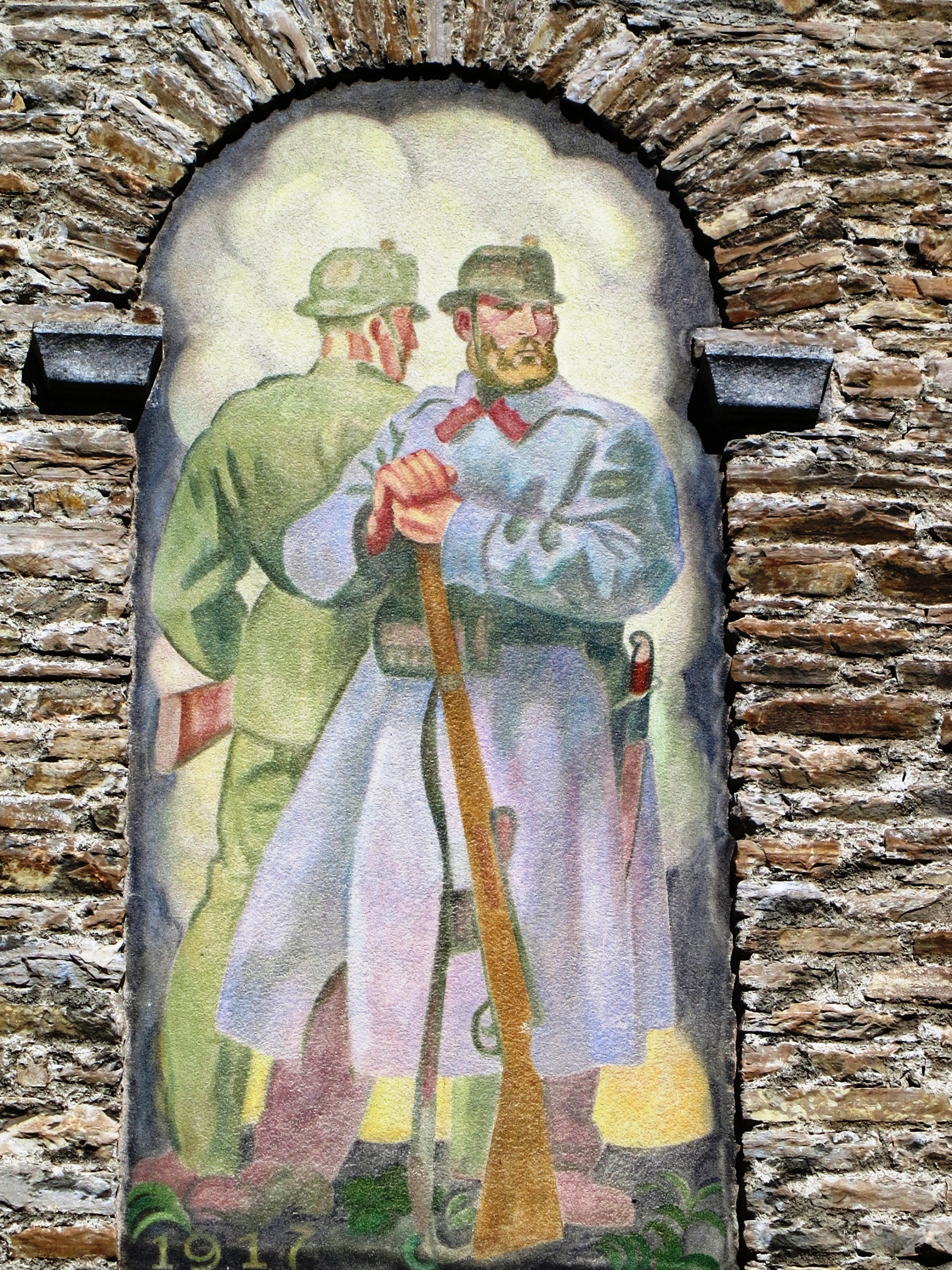
Wandgemälde an der Soldatenstube Andermatt von 1917

Die Schweiz wurde im Ersten Weltkrieg – obwohl ab 1915 vollständig von kriegführenden Nachbarstaaten umgeben – nicht durch eine Invasion in Mitleidenschaft gezogen. Der Erste Weltkrieg wird in der Schweiz auch als Grenzbesetzung 1914–1918 bezeichnet. Die Kriegsjahre stellten Volk und Armee vor schwere innere Probleme.

## Militärische Verteidigung
Mit den 1907 unterzeichneten Haager Abkommen über Rechte und Pflichten der Neutralen im Kriegsfall übernahm die Schweiz die Verpflichtungen des Neutralitätsrechts: Selbstverteidigung, Gleichbehandlung der Kriegführenden (betrifft auch Kriegsmaterial-Export), keine Söldner für die Kriegsparteien, keine Zurverfügungstellung des Territoriums für die Kriegsparteien. Die militärische Verteidigungsbereitschaft musste die Kriegsparteien überzeugen, dass die Schweiz keine Umgehungsangriffe des jeweiligen Gegners durch ihr Territorium zulassen würden, damit sie ihrerseits die Neutralität der Schweiz und die Schweizer Grenze respektieren würden. Beide Kriegsparteien waren gleichermassen an der Neutralität der Schweiz interessiert, deren militärisch gesichertes Territorium ihnen einen willkommenen Flankenschutz bot. Die 1912 vom 3. Armeekorps im unteren Toggenburg durchgeführten Kaisermanöver gaben dem deutschen Staatsoberhaupt die Gewissheit, dass über helvetischem Boden kein französischer Flankenangriff drohte.

### Bedrohungslage und Verteidigungsdispositiv
Die Zentralfestungsidee (Reduit), die 1885 mit dem Bau der Gotthardbefestigungen und 1892 mit der modernen Festung Saint-Maurice begann, verlor nach 1900 an Bedeutung. Mit der Errichtung von Verteidigungsanlagen entlang der Landesgrenze sollte das ganze Territorium im Sinne der Haager Abkommen verteidigt werden. Die Zentralstellung wurde nun als Brückenkopf über das strategische Hindernis Alpen betrachtet und entsprechend ausgebaut.

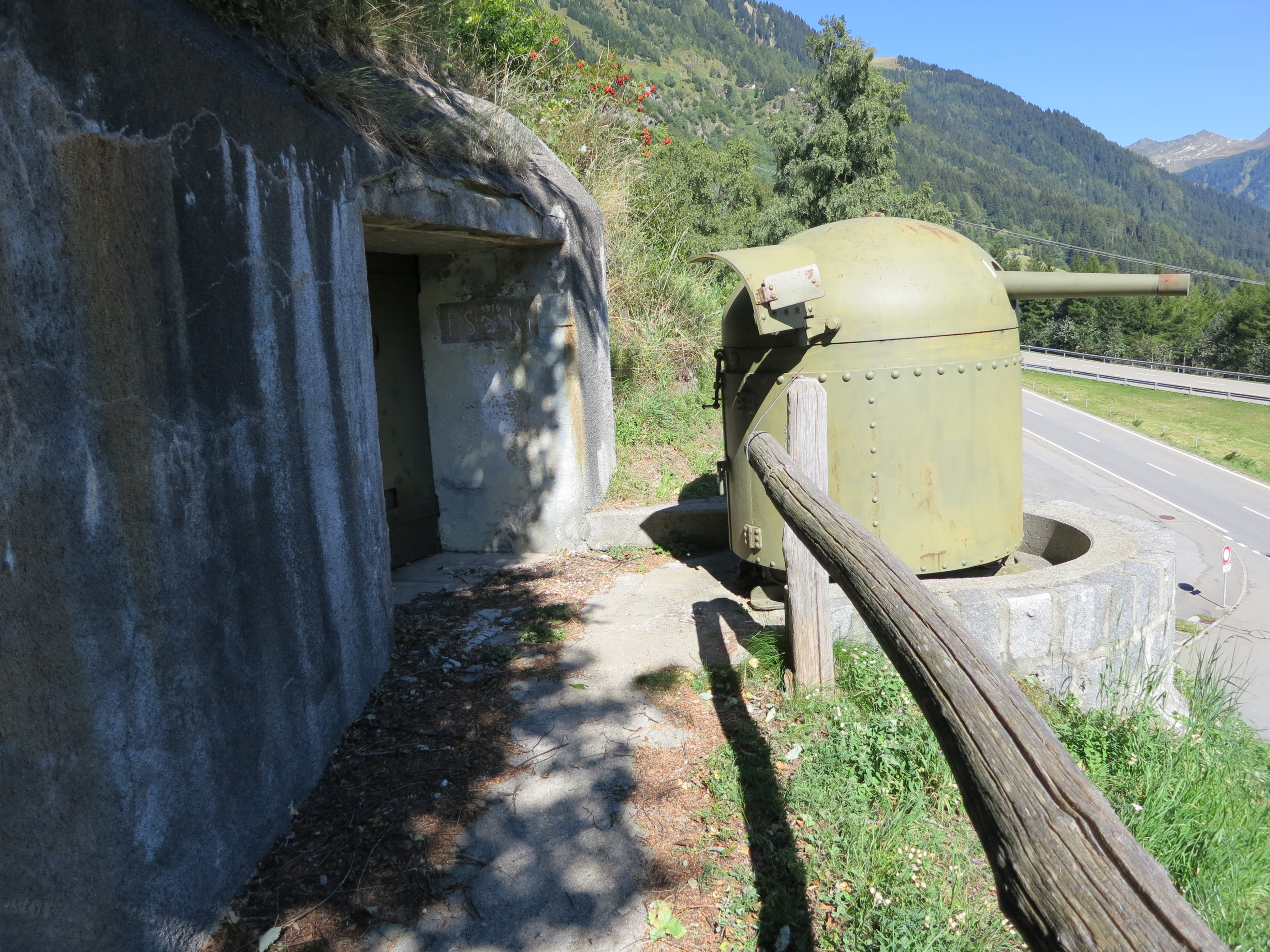
Fahrpanzer beim Forte Airolo, 1891
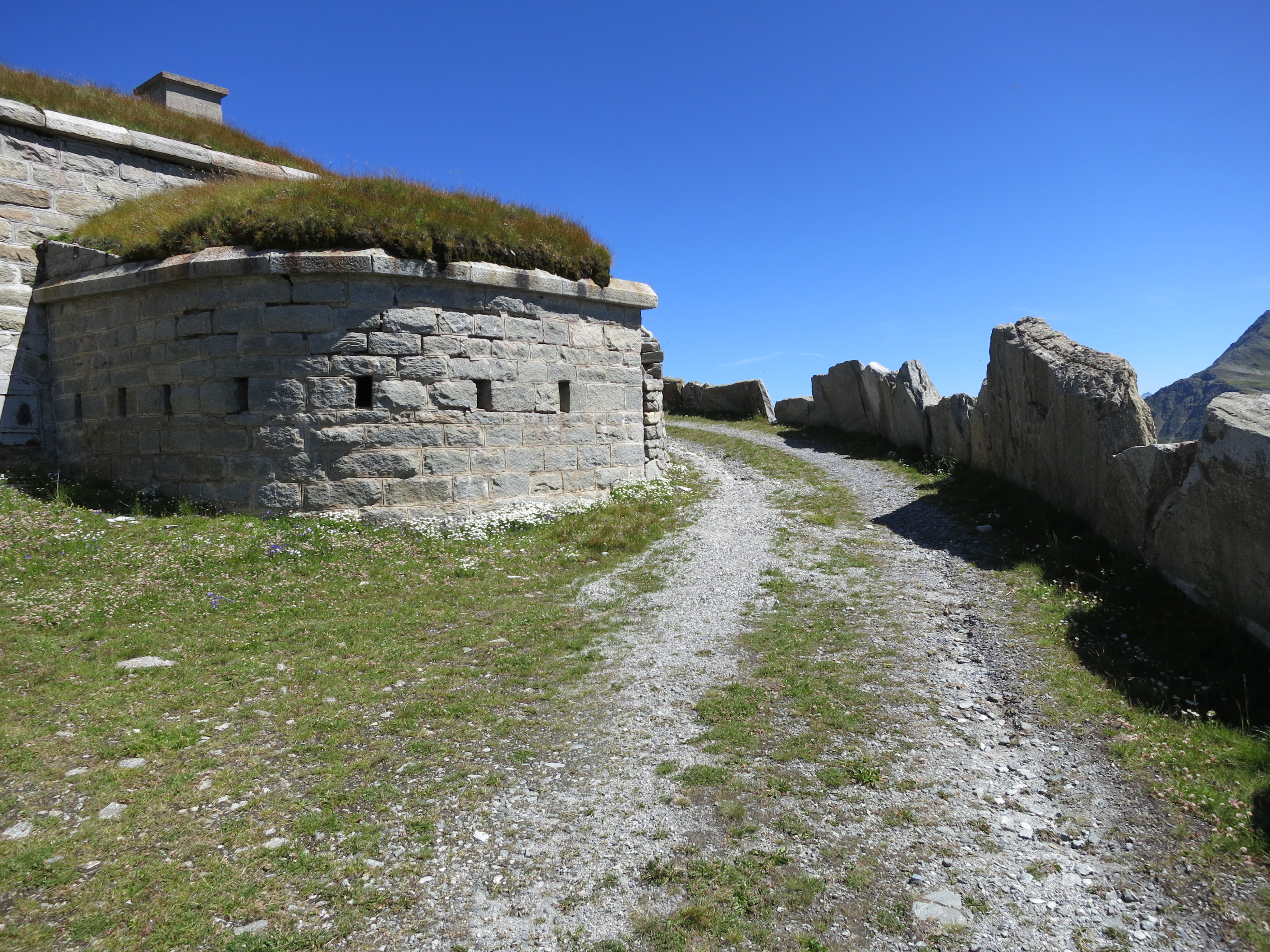
Fort Stöckli 1893, Andermatt

Nach der Wahl zum Generalstabschef der Schweizer Armee nahm Theophil Sprecher von Bernegg 1906 wegen der zunehmenden Spannungen in Europa eine Beurteilung der Bedrohungslage für die Schweiz vor, wobei er zu folgenden Schlüssen kam: Deutschland würde von sich aus kein schweizerisches Gebiet verletzen, während Frankreich mit einem Umfassungsangriff durch die Schweiz in Richtung der unbefestigten deutschen Südgrenze vorstossen könnte. Die Dreiländergrenze befand sich damals im Jura bei Bonfol, weil das Elsass zu Deutschland gehörte. Aufgrund dieser Analyse erarbeiteten Ingenieuroffiziere detaillierte Pläne für die Schlüsselräume West (Fortifikation Murten) und Nord (Fortifikation Hauenstein), die bis zum Kriegsbeginn 1914 bereit waren.

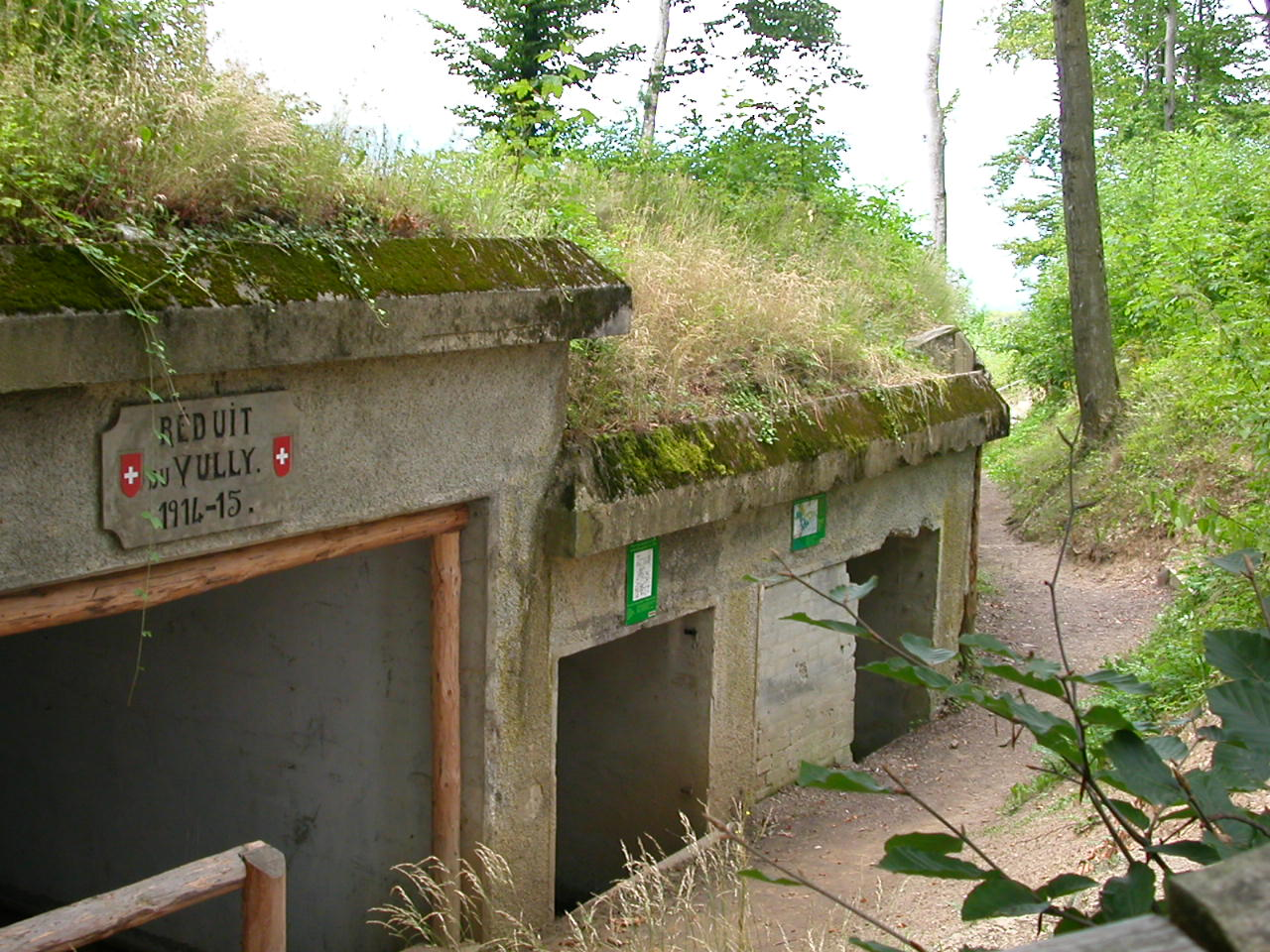
Fortifikation Murten: Reduit Mont Vully 1914–1915
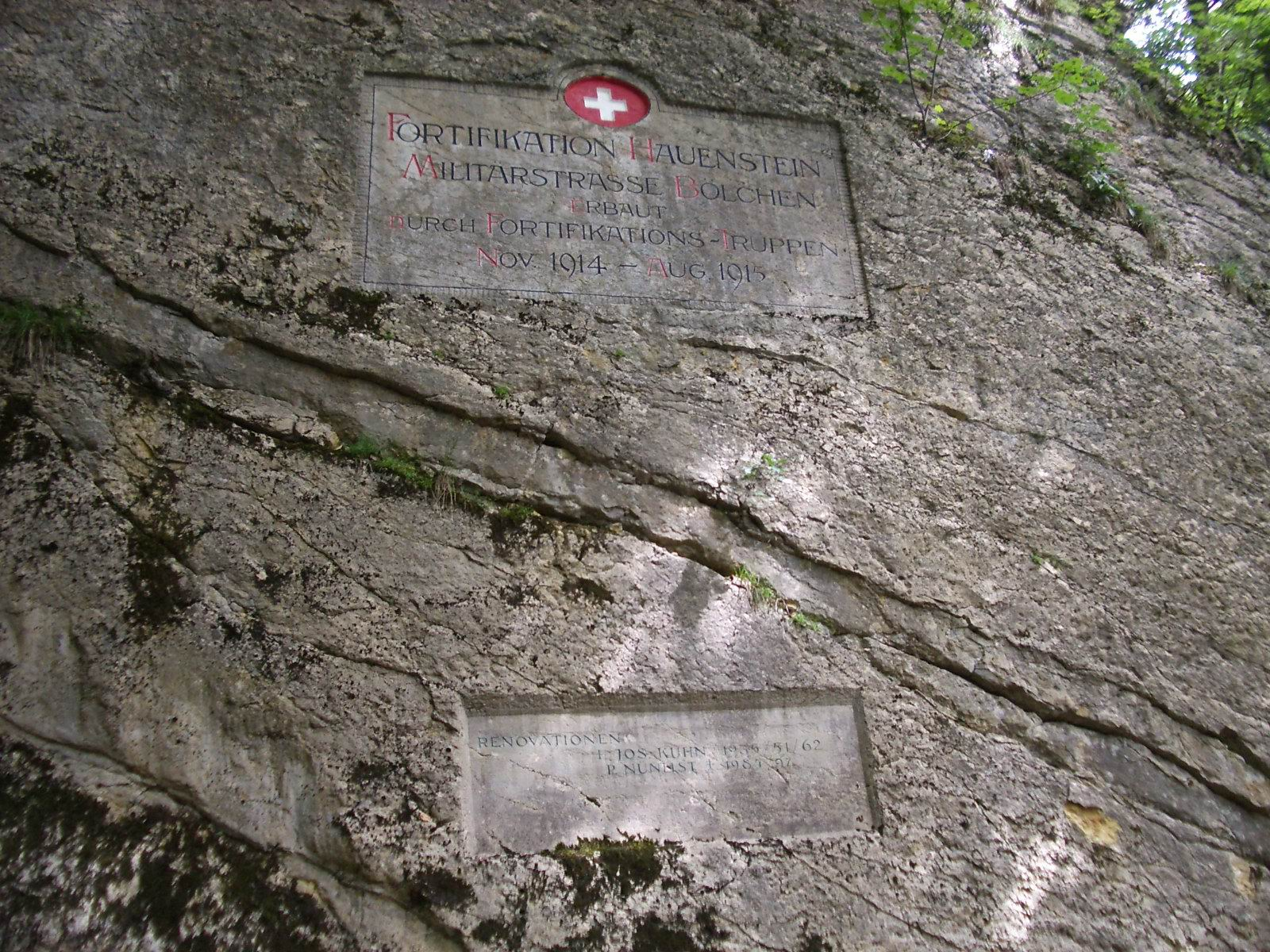
Militärstrasse der Fortifikation Hauenstein

Nach dem Krieg stellte sich heraus, dass die französische Armee im Dezember 1915 einen „Plan H“ (H = Helvétie) mit einer Stossrichtung durch die Schweiz Richtung Süddeutschland entwickelt hatte. Der deutsche Generalstab hatte vor 1914 den Schlieffen-Moltke-Plan ausgearbeitet, der für eine Umfassung der französischen Armee den Marsch durch die Schweiz anstatt durch Belgien vorsah; er wurde aber früh verworfen.
Weiter stellte sich heraus, dass der Schweizer Generalstab teils länger vor, teils kurz nach Kriegsausbruch, entweder in Form eines (im Anforderungsfall sofort beidseitig zu unterzeichnenden) Vertragsentwurfes, oder dann nur blosser Notizen, mit der deutschen Heerführung unter Geheimhaltung vereinbarte, für den Fall eines französischen Ein- oder Durchmarsches durchs Land, die Schweizer Armee zwecks Verteidigung dem Kommando der OHL zu unterstellen. Als die Westfront der Kriegsparteien im Kriegsverlauf zu erstarren begann, erkannte die hiesige Armeeführung dann, dass auch Deutschland potenziell Schweizer Gebiet für einen südlichen Umgehungsangriff auf Frankreich benützen könnte. Es wurde daher auch Frankreich die Kooperationsfrage für den Fall eines deutschen Durchmarsches unterbreitet. Dieses stimmte zu, wobei der Deal hier nur in Form von Notizen vorlag; zudem wurde Deutschland unmittelbar danach über die Vereinbarung orientiert, ansonsten blieb sie aber auch hier geheim.
Kurz vor Ausbruch des Kriegs begannen Befestigungsarbeiten im Schlüsselraum Süd (Fortifikation Bellinzona). Das alte Dispositiv südlich von Bellinzona wurde durch Sperren auf dem Monte Ceneri, bei Magadino und Gordola nach vorne verlegt.
Nach Kriegsausbruch erstellte die Truppe überall in den Grenzgebieten Feldbefestigungen. Die Fortifikation Bellinzona wurde durch Befestigung des San-Jorio-Passes ergänzt. Auf der Haupteinfallsachse Nord entstand auf den umliegenden Jurahöhen als Brückenkopf Olten die Fortifikation Hauenstein zum Schutz des Eisenbahnknotenpunktes Olten und der Aarebrücken. Auf der Haupteinfallsachse West wurde die Fortifikation Murten als Sperre auf der Achse Bielersee-Murtensee-Saane gebaut. Nach dem Kriegseintritt Italiens von 1915 wurde der Umbrailpass befestigt.

Fortifikation Bellinzona: Flankengalerie Spina-Magadino, Monte Ceneri
Alpe di Gesero: Telefonsoldaten beim Parkdienst

### Mobilisierung der Armee
Am 31. Juli 1914 ordnete der Bundesrat die Pikettstellung der Armee und für den 3. August die allgemeine Mobilmachung an. Die Landsturmeinheiten erhielten den Auftrag, die Mobilmachung und den Truppenaufmarsch zu decken. In der Generalswahl vom 3. August 1914 wählte die Bundesversammlung Ulrich Wille zum Oberbefehlshaber der Schweizer Armee.
Bei Kriegsbeginn flüchteten tausende von in Frankreich, Deutschland und Österreich lebende Italiener in ihre Heimat zurück. Viele davon wählten den Weg durch die Schweiz. Die Bewältigung der Flüchlingswelle stellte die Armee und die SBB vor grosse logistische Probleme.

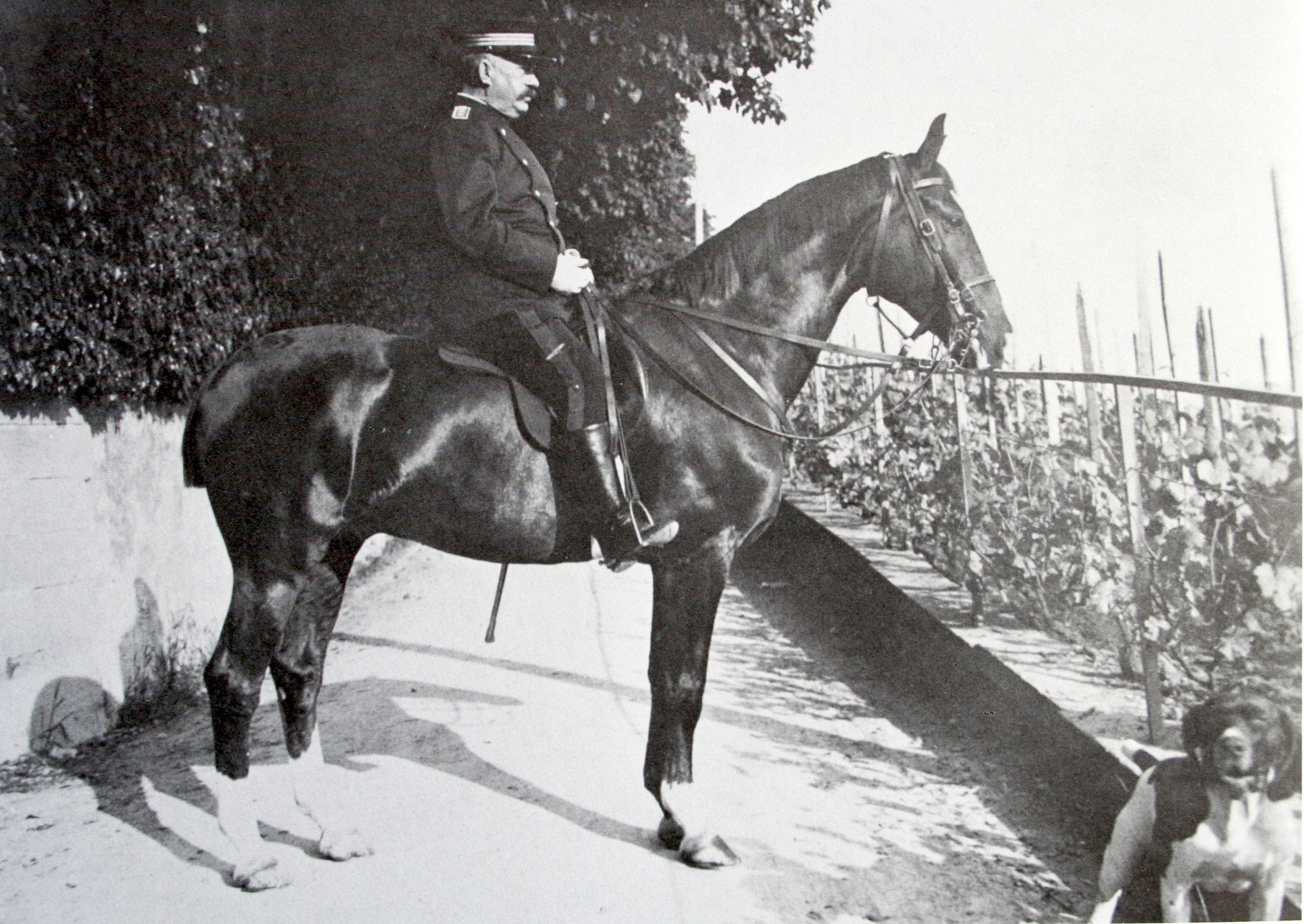
Ulrich Wille 1909 als Korpskommandant
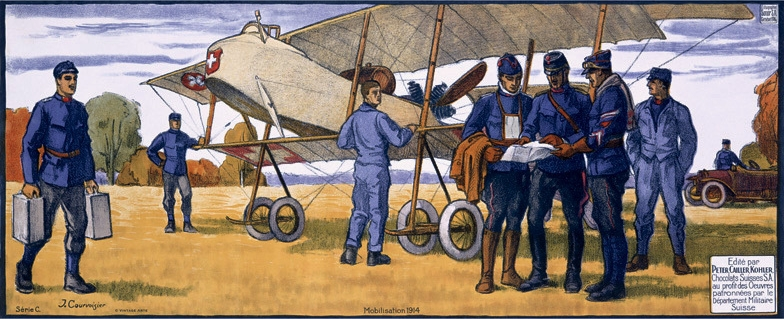
Jules Courvoisier: Mobilisation 1914

Im Sommer 1914 wurde der Flugpionier Oskar Bider und eine kleine Schar ausgebildeter schweizerischer Piloten mit ihren Flugzeugen in die Nähe von Bern einberufen. Sie bildeten die neugeschaffene Fliegertruppe mit Bider als Chefpilot.
Der Gesamtbestand der aktiven Feldarmee betrug rund 250'000 Mann und 77'000 Pferde. Dazu kam der Hilfsdienst mit rund 200'000 Mann.

15cm Haubitzen bei Bülach ZH
Geschütztransport mit der Bahn
Ausladen der Gebirgsinfanterie in Flüelen UR
Pont Bataillon 2: Artillerie beim Übersetzen bei Berken BE

### Grenzbesetzung 1914–1918
Mit der Zeit drückte der Militärdienst in Wartestellung auf die Moral der Milizsoldaten. Der General schuf im ersten Kriegswinter den so genannten Vortragsdienst, um die Soldaten vom eintönigen Dienstalltag abzulenken und um sie staatsbürgerlich weiterzubilden.
Ein Soldat leistete im Durchschnitt etwa 500 Diensttage und erhielt keine Verdienstausfallentschädigung, da die Erwerbsersatzordnung erst im Laufe des Zweiten Weltkrieges eingeführt wurde. Die Truppen gründeten Fürsorgekassen für in Not geratene Wehrmänner, die mit dem Erlös aus dem Verkauf der Soldatenmarken finanziert wurden.

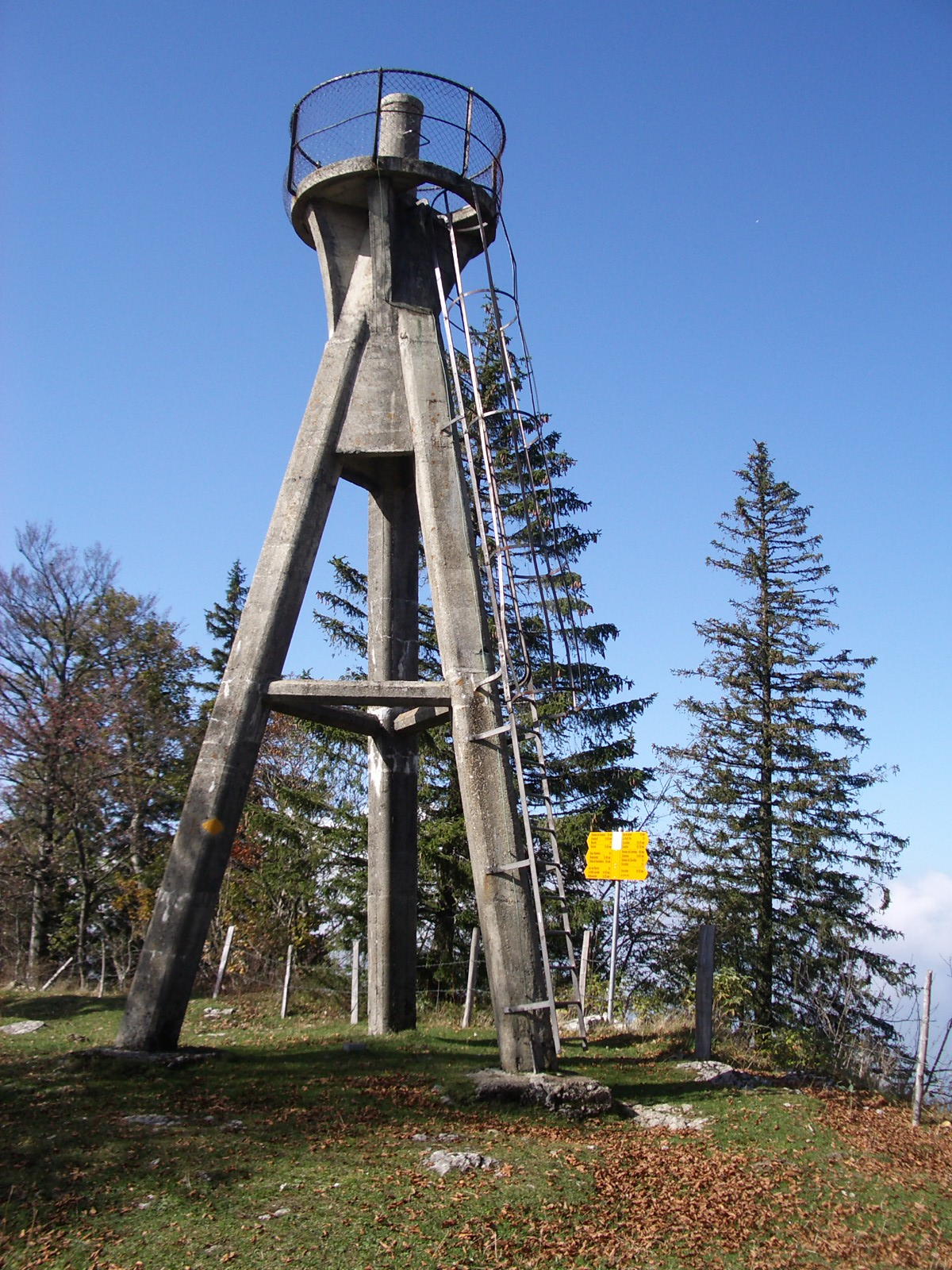
Beobachtungsturm auf dem Mont Raimeux
Artilleriebeobachtung, Ballonversuchskompanie, Wileroltigen
Feldküche in Bassecourt
Wachtposten beim Chessiloch

Um etwas gegen die ungesunde Verpflegung und die schlechten Unterkünfte der Soldaten zu unternehmen, wurde von Frauen im Herbst 1914 der Gemeinnützige Verein für alkoholfreie Verpflegung der Truppen gegründet. Dieser Verband wurde bereits im November 1914 in den Schweizer Verband Soldatenwohl unter der Leitung von Else Spiller übergeführt. Ziel war es, die Soldaten mit preiswerter und gesunder Kost zu versorgen und dem verbreiteten Alkoholkonsum etwas entgegenzusetzen. In der Folge wurden bis Ende des Ersten Weltkrieges in der Schweiz gegen 1000 alkoholfreie Soldatenstuben geschaffen, wo die Soldaten auch ihre Freizeit verbringen konnten. Besonders gefragt waren Backwaren: sie machten die Hälfte des Umsatzes aus. Der Einsatz der Frauen in den Soldatenstuben wurde auch von der Armeeführung anerkannt und ab Januar 1915 wurde ein Teil der Betriebskosten der Soldatenstuben von der Armee übernommen. Die Mitarbeiterinnen (Soldatenmütter) wurden instruiert, „dass Sie wie ein Soldat treu und gewissenhaft zu Ihrer Pflicht“ zu stehen hätten. Die Soldatenstuben waren offizielle Ablagestellen für die Feldpost und boten die Möglichkeit, die von den Kriegswäschereien besorgte Wäsche zu tauschen. Zusätzlich organisierte Else Spiller ab 1916 die Fürsorgeaufgaben der armeeoffiziellen Schweizerischen Wehrmannshilfe. Von 1916 bis 1920 erhielten rund 35'000 Familien, die unter dem Erwerbsausfall der mobilisierten Soldaten litten, rund 5 Millionen Franken, die vorwiegend aus der nationalen Frauenspende und der daraus erwachsenen Nationalspende stammten.
Die grössten Menschenopfer verursachte die Spanische Grippe, an der 1805 Soldaten starben, davon 926 während des Einsatzes gegen den Generalstreik, was zu heftigen politischen Auseinandersetzungen führte.
Die Kosten der Grenzbesetzung 1914–1918 zur Aufrechterhaltung der bewaffneten Neutralität beliefen sich auf rund 2 Milliarden Franken bei damaligen Bundeseinnahmen zwischen 100 und 200 Millionen.

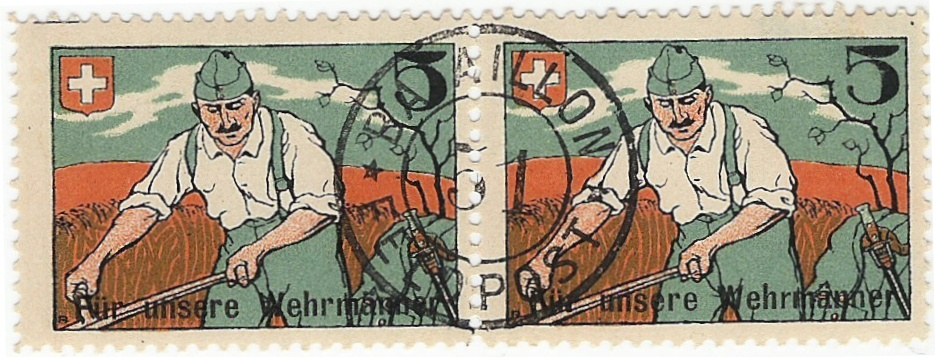
Soldatenmarke Für unsere Wehrmänner: Mithilfe beim Heuen, Bataillon 51
Soldatenstube im Schulzimmer in Bonfol
Armeebadezug mit Douchen und Umkleidekabinen, Bern
Verwundetentransport vom Theodulpass

### Vorfälle
Zwei Mal wurde Pruntrut mit Fliegerbomben angegriffen; am 31. März 1916 von einem deutschen Flugzeug, im April 1917 von einem französischen. Ganz in der Nähe wurde am 9. Oktober 1918 ein Fesselballon von einem deutschen Flugzeug abgeschossen und der Beobachter getötet. Am 6. Januar 1918 richteten Bomben französischer Bauart am Bahnhof von Kallnach leichten Schaden an. Es handelte sich um die gleichen Modelle, wie bei Angriffen auf Muttenz und Menziken im Dezember 1917 verwendet wurden. Details über den Angriff auf Kallnach konnten nie genau ermittelt werden.

## Kriegswirtschaft
Der Krieg brachte für die hochindustrialisierte Schweiz Nahrungsmittel- und Rohstoffmangel und einen Einbruch beim Export und Tourismus. Die Nahrungsmittel- und Energieversorgung der Schweiz hing zu 40 % von Importen ab. Zur Sicherstellung der Versorgung ergriff der Bundesrat Massnahmen zur wirtschaftlichen Landesverteidigung. Trotz harten Verhandlungen mit den kriegführenden, auch die neutrale Schweiz blockierenden Parteien sanken die Lebensmitteleinfuhren von 1913 bis 1918 von 1.736 auf 553 Tonnen (Rückgang von 68 Prozent) und die lebenswichtigen Rohstoffimporte nahmen von 5.692 auf 2.780 Tonnen um 49 Prozent ab.
Die wirtschaftliche Lage der Schweiz war durch die gegenseitigen Blockaden der Kriegsparteien gefährdet, weil sich diese nicht an die im Haager Abkommen von 1907 festgelegten Rechte der Neutralen hielten. Wegen des Rohstoffmangels und der Abhängigkeit von Lebensmittelimporten musste der Aussenhandel um jeden Preis aufrechterhalten werden. Bis Kriegsende wurden die wichtigen Wirtschaftszweige unter Staatsaufsicht gestellt, um die Mangellage lindern zu können.
Die schweizerische Wirtschaft wurde stärker als später im Zweiten Weltkrieg in die Herstellung von Kriegsmaterial für die fremden Heere miteinbezogen. Einzelne Industrien erlebten eine Hochkonjunktur mit teilweise wenig erfreulichen Nebenerscheinungen. Auf dem Höhepunkt 1917 waren rund ein Drittel aller Arbeitskräfte (30'000 bis 50'000 Beschäftigte) der Metall-, Maschinen- und Uhrenindustrie in der Munitionsfabrikation (Munitionsbestandteile und Zünder für Artilleriegeschosse usw.) beschäftigt. Nach dem Aufkommen des Gaskriegs wurden für die ganze Schweizer Armee Gasmasken und ab Januar 1918 der Stahlhelm hergestellt.

Herstellung von Gasmasken
Flugzeugmotorenbau, Eidgenössische Konstruktionswerkstätte, Thun

Zur Bewältigung der Mangelsituation wurden 1915 ein staatliches Getreidemonopol zur besseren Koordination und ab März 1917 bis April 1920 Rationierungsmassnahmen eingeführt. Dennoch führte die mangelhaft vorbereitete wirtschaftliche Landesversorgung und Kriegswirtschaft 1918 zu einem Ernährungsnotstand bei der Bevölkerung. Die Erfahrungen mit der Abhängigkeit von Energieimporten (Kohle) förderten nach Kriegsende den Ausbau der Elektrizitätserzeugung mit einheimischer Wasserkraft und die Elektrifizierung des Eisenbahnnetzes.

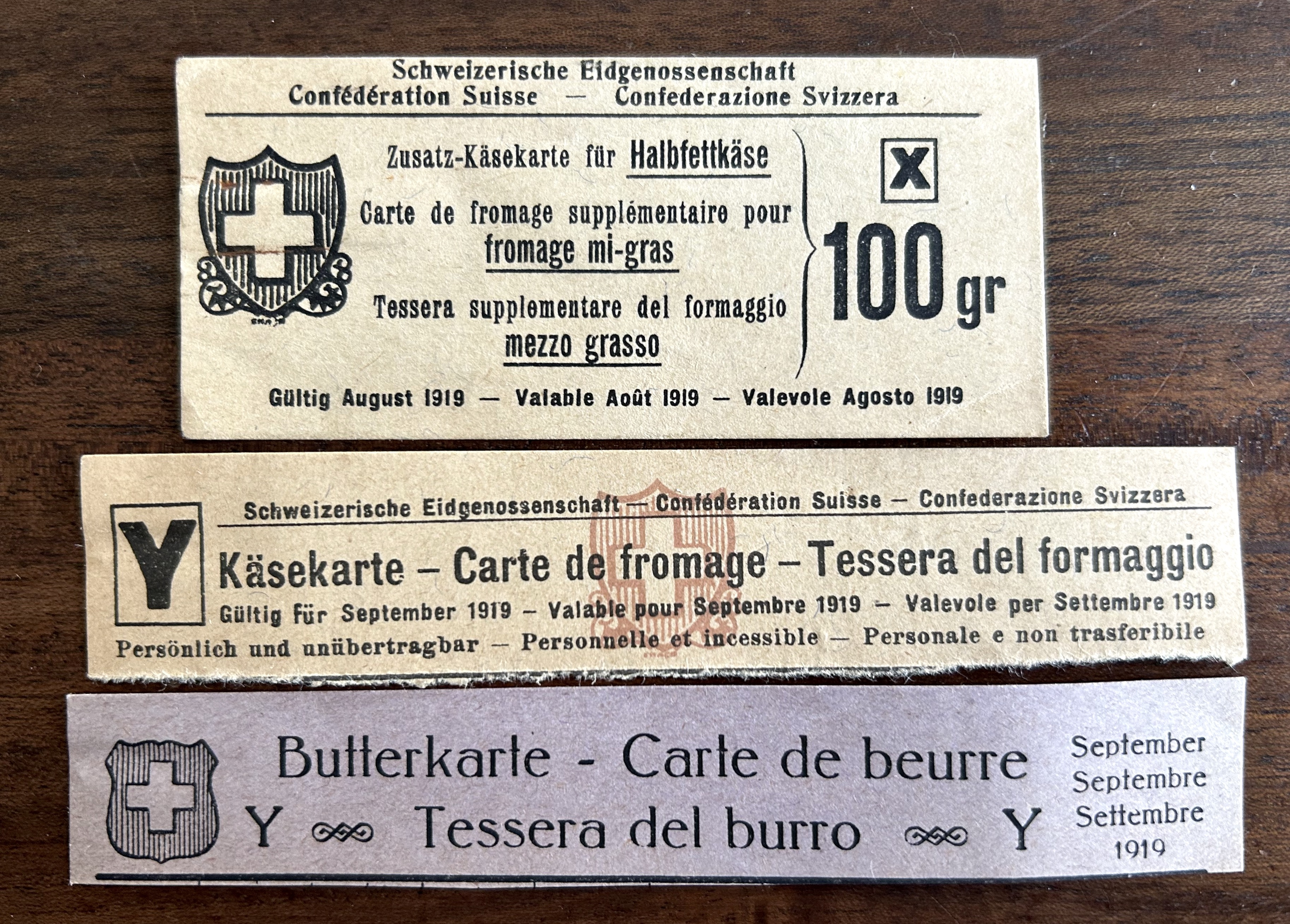
Rationierungskarten
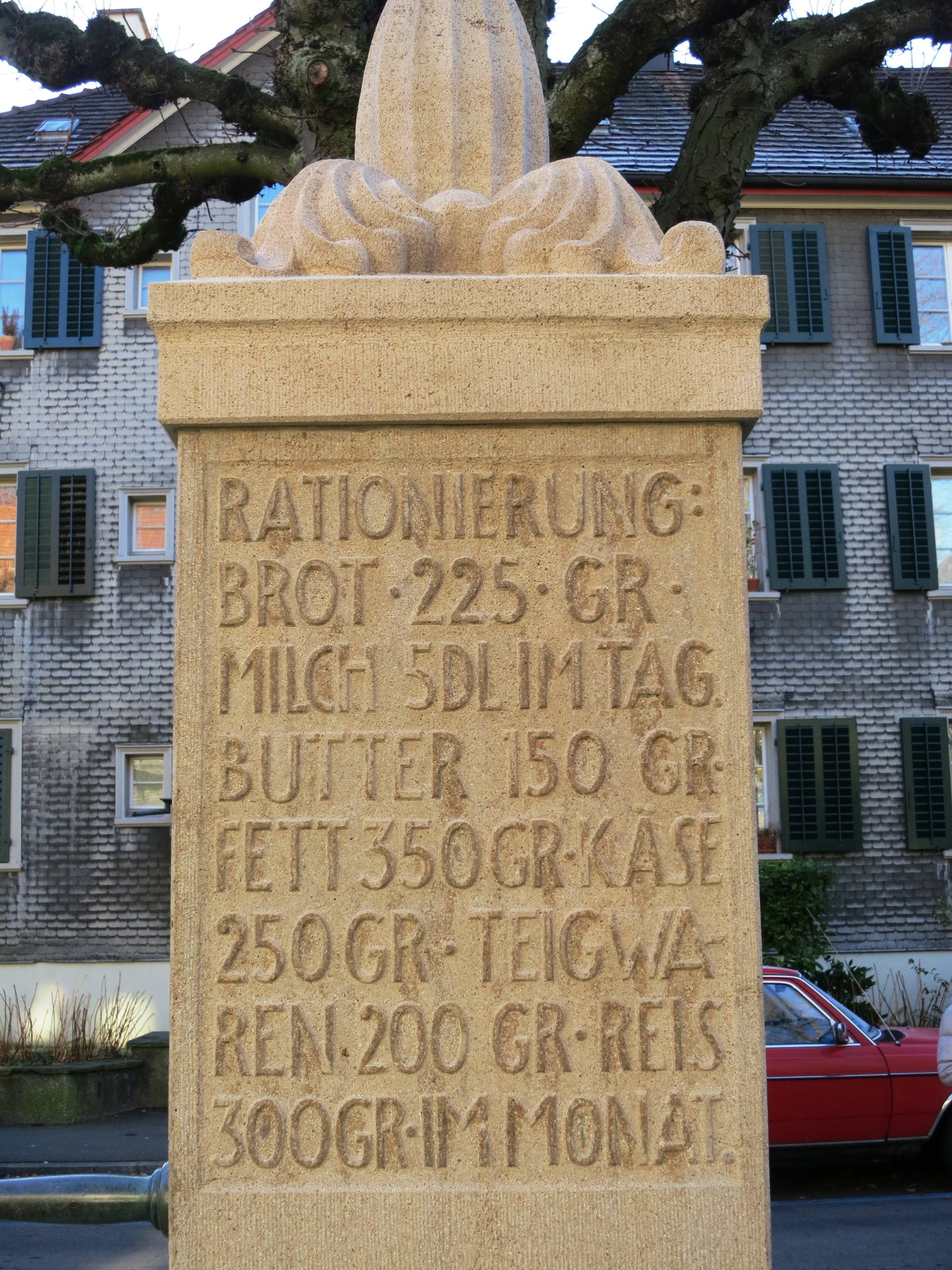
Rationierung 1914–18, Brunnen der Wohnsiedlung Nordstrasse «Schindelhäuser» von 1918, Zürich-Wipkingen
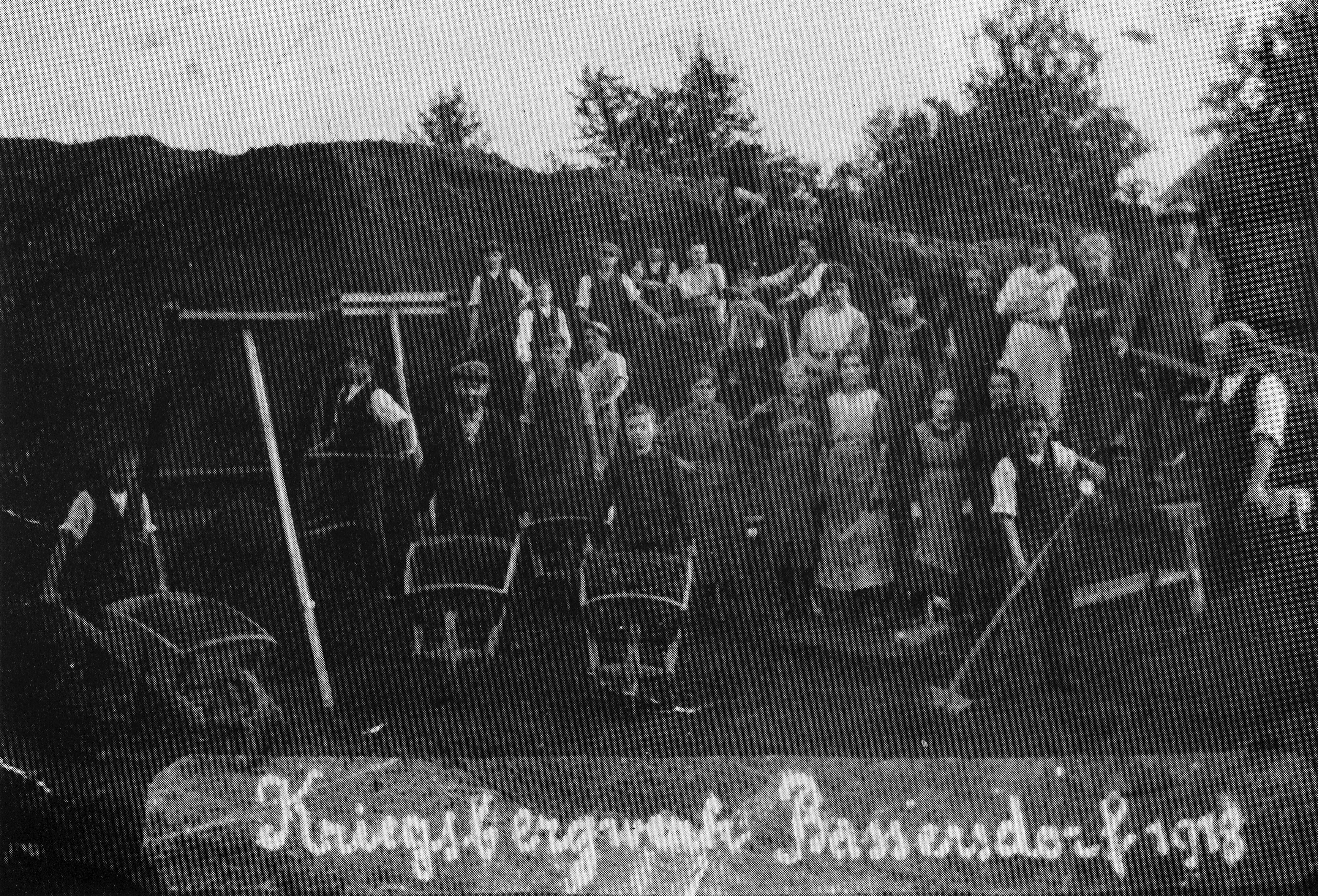
Wegen der Kohleknappheit durchsucht die Bevölkerung Schlackenhaufen nach Brennmaterial
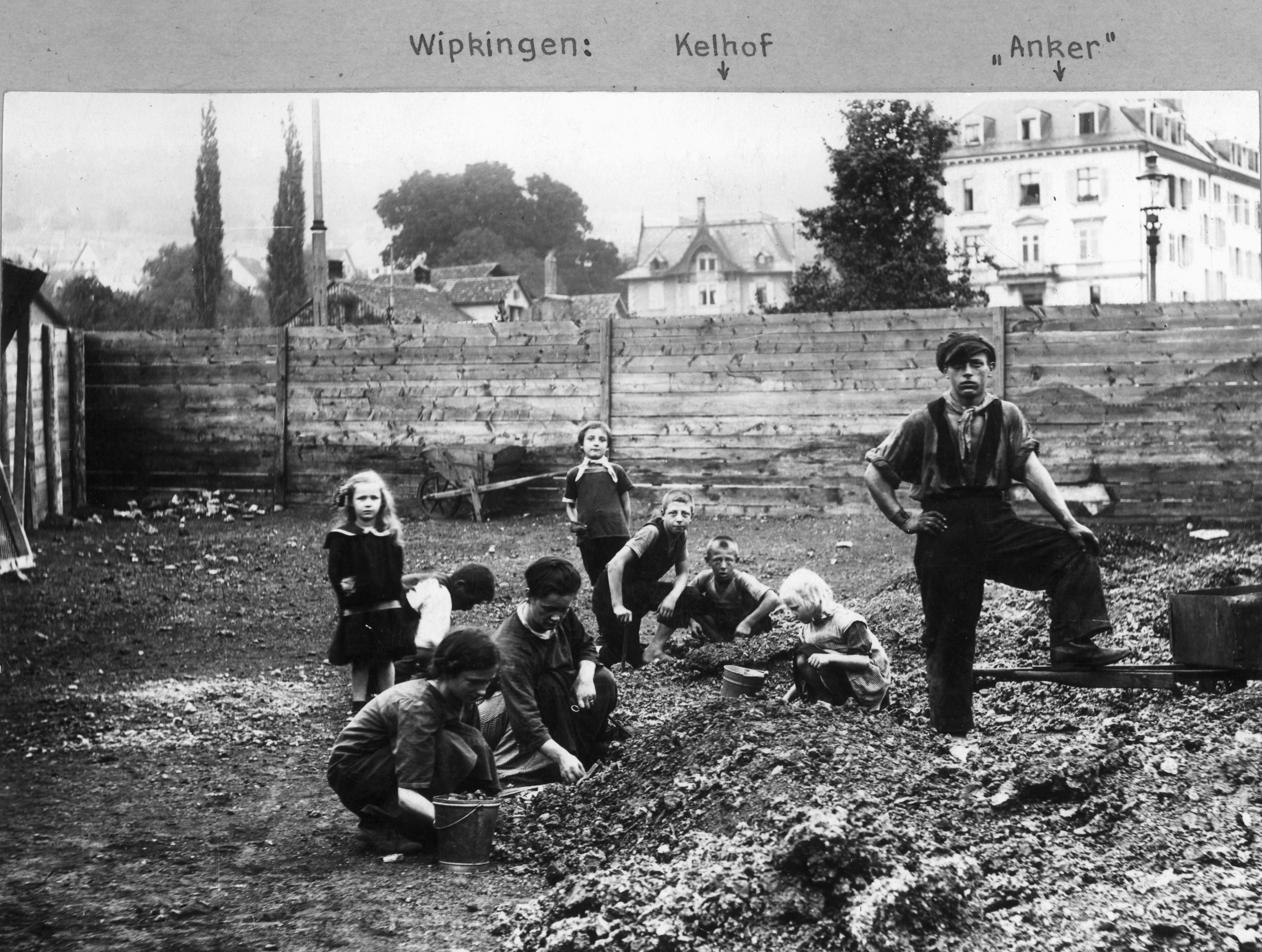
Kohlereste suchende Familie 1918, Zürich-Aussersihl
Mithilfe beim Heuen, Bataillon 58, Delémont

Die starke Erhöhung der Ausgaben des Bundes für Landesverteidigung, Rohstoffversorgung und Arbeitslosigkeitsbekämpfung unter gleichzeitiger Schrumpfung seiner Haupteinnahmequelle (Zolleinnahmen) stellten für den Bund ein finanzpolitisches Problem dar, auf das er nicht vorbereitet war. Die Schweizerische Nationalbank musste die Finanzierung mittels Diskontierung von Schatzanweisungen des Bundes und Wechseln der Schweizerischen Bundesbahnen vornehmen. Dies führte neben der Angebotsverknappung zu einer inflationären Verdoppelung der Konsumentenpreise bis Kriegsende. 1915 stimmte das Volk für eine einmalige Kriegssteuer (Wehrsteuer), als erste direkte Bundessteuer auf Einkommen und Vermögen.

## Innenpolitische Lage
Die Kriegsbegeisterung in Deutschland und Frankreich schwappte teilweise auch auf die Schweiz über. Da die französische Schweiz mit Frankreich und die deutsche Schweiz mit dem Deutschen Reich sympathisierte, entstand eine Kluft (Le fossé). Im ersten Neutralitätsbericht vom 1. Dezember 1914 hob der Bundesrat auch die traditionellen Beziehungen der Armeeführung zur deutschen Heeresleitung hervor. Es seien im Zusammenhang mit diesem Sprachgruppen-Konflikt bereits zwei Zeitungen verboten und deren fünf verwarnt worden. Die Situation veranlasste Carl Spitteler am 14. Dezember 1914 vor der Helvetischen Gesellschaft den viel beachteten Vortrag Unser Schweizer Standpunkt zur Neutralität der Schweiz zu halten: 

„Diesen (Stimmungs)-Gegensatz leicht zu nehmen, gelingt mir nicht. Es tröstet mich nicht, dass man mir sagt, im Kriegsfall würden wir trotzdem wie ein Mann zusammenstehen! Dieses trotzdem ist ein schlechtes Bindewort. Sollten wir vielleicht einen Krieg herbeiwünschen, um uns unserer Zusammengehörigkeit deutlicher bewusst zu werden? Das wäre ein etwas teures Lehrgeld“

Verschiedene Vorkommnisse im Verlauf des Krieges verschärften die Spannungen zusätzlich: Während die Bevölkerung die Verletzung der Neutralität Belgiens durch das Deutsche Reich verurteilte, hüllte sich der Bundesrat in Schweigen. Zwei Generalstabsoffiziere hatten beim gegenseitigen Informationsaustausch dem deutschen Militärattaché das Nachrichtenbulletin des schweizerischen Generalstabes zukommen lassen, was vor allem in der Westschweiz als Bevorzugung der Zentralmächte gegenüber der Entente reklamiert wurde (Obersten-Affäre von 1915/16). Ein Friedensvermittlungsversuch Bundesrat Arthur Hoffmanns beim Krieg an der Ostfront 1917 wurde von der Entente und in der Westschweiz als Neutralitätsverletzung zugunsten Deutschlands verstanden (Grimm-Hoffmann-Affäre). In friedenspolitischer Hinsicht manifestierte sich der Graben innerhalb der Schweizerischen Friedensgesellschaft, der grössten pazifistischen Organisation in der Schweiz. Während die deutschsprachigen Sektionen schon früh mit Petitionen um eine Friedensintervention zugunsten eines Verständigungsfriedens beim Bundesrat vorstellig wurden, galt es aus Sicht der welschen Sektionen nach der deutschen Neutralitätsverletzung in Belgien keinen Kompromiss gegenüber dem preussischen Militarismus einzugehen. Auch flüchteten viele ausländische Pazifisten in die Schweiz und wollten von der Schweiz aus Friedensgespräche anstossen.

### Soziale Spannungen, Generalstreik und Spanische Grippe
Das soziale Klima verschlechterte sich während des Krieges aus verschiedenen Gründen: Die Verknappung der Lebensmittelimporte, die Rationierung und die massive Teuerung sowie der Lohnausfall während des Aktivdienstes führte in den ärmeren Bevölkerungsschichten zu harten Notlagen. Unwille über Kriegsgewinnler in Industrie und Landwirtschaft und pazifistische Strömungen (Max Daetwyler, Romain Rolland) bei einem Teil der Linken machten sich breit. Gefordert wurden speziell die 48-Stunden-Arbeitszeit und die Proporzwahl für den Nationalrat.
Vor dem Hintergrund dieser Notlage und der Revolutionsfurcht im Bürgertum erliess der Bundesrat auf Druck von General Wille am 6. November 1918 ein massives Militäraufgebot zur Besetzung der Grossstädte. Dies wurde von der Arbeiterbewegung als Provokation empfunden und führte zum Landesstreik, einem Generalstreik, an dem vom 12. bis zum 14. November 1918 um die 250'000 Arbeiter und Gewerkschafter aus der ganzen Schweiz für ein Reformprogramm (Alters- und Hinterbliebenenversicherung, Frauenstimmrecht etc.) demonstrierten. Die massive Militärpräsenz führte zu einem raschen Zusammenbruch der Streikbewegung.

Wachmannschaft im Bundeshaus während des Landesstreiks
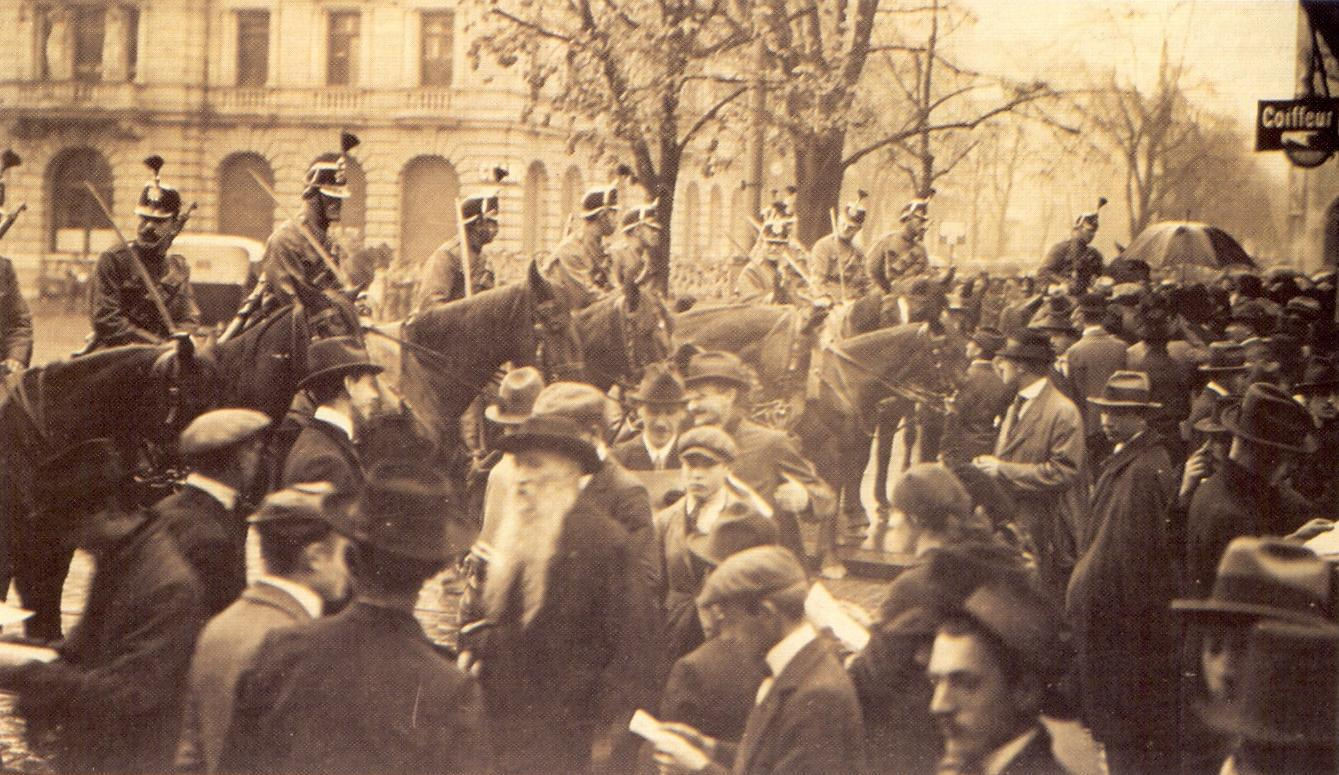
Ordnungsdienst der Armee während des Generalstreiks auf dem Paradeplatz in Zürich
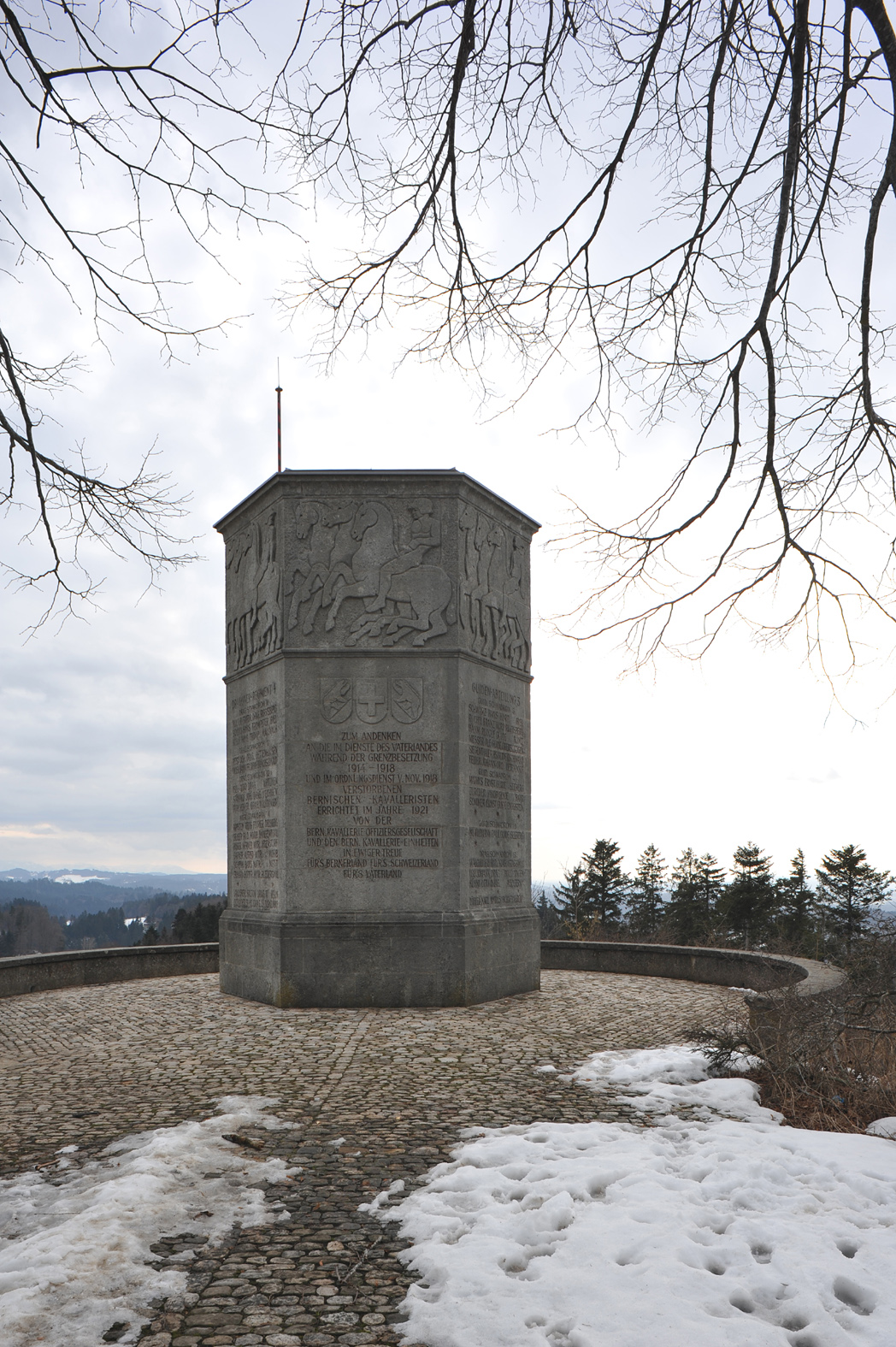
Kavalleriedenkmal auf der Lueg, Emmental, Bern. Erinnerung an die 1918 an der Spanischen Grippe gestorbenen Berner Kavalleristen
Statistik der Grippe beim Postpersonal
Einschränkungen im Telefonverkehr aufgrund der Grippe (französischer Text)

In den Jahren 1918 und 1919 grassierte in der Schweiz, wie in Grossteilen der Welt auch, die Spanische Grippe. Zwischen Juli 1918 und Ende Juni 1919 starben in der Schweiz gemäss offizieller Statistik 24'449 Menschen an der Grippe, darunter 913 Soldaten. Das entspricht 0,62 Prozent der gesamten Bevölkerung im Jahre 1918. Mangels ärztlicher Meldepflicht geht man von einer grossen Dunkelziffer aus. Infolge der vielen Grippefälle mussten Bundesbetriebe wie die SBB oder die PTT ihre Dienstleistungen einschränken. Das Publikum wurde z. B. aufgerufen nur in Notfällen zu telefonieren.

## Humanitäre Aktionen
Der Erste Weltkrieg bedeutete für das Internationale Komitee vom Roten Kreuz (IKRK) eine grosse Herausforderung, die es nur dank der engen Zusammenarbeit mit den nationalen Rotkreuz-Gesellschaften bewältigen konnte. Neben den humanitären Leistungen bewährte sich insbesondere die im Oktober 1914 eingerichtete Internationale Zentralstelle für Kriegsgefangene, die Ende 1914 bereits 1'200 freiwillige Mitarbeiter beschäftigte. Ihre Suchkarteien mit über 4,8 Millionen Kriegsgefangenen zählen heute zum Weltdokumentenerbe. Von 1916 bis 1919 war die Zentralstelle im Musée Rath in Genf untergebracht. Diese humanitären Bemühungen wurden international durch die Verleihung des Friedensnobelpreises von 1917 anerkannt. Des Weiteren existierte die «Ermittlungsstelle für Vermisste, Winterthur», die auf Initiative von Julie Bikle entstand.

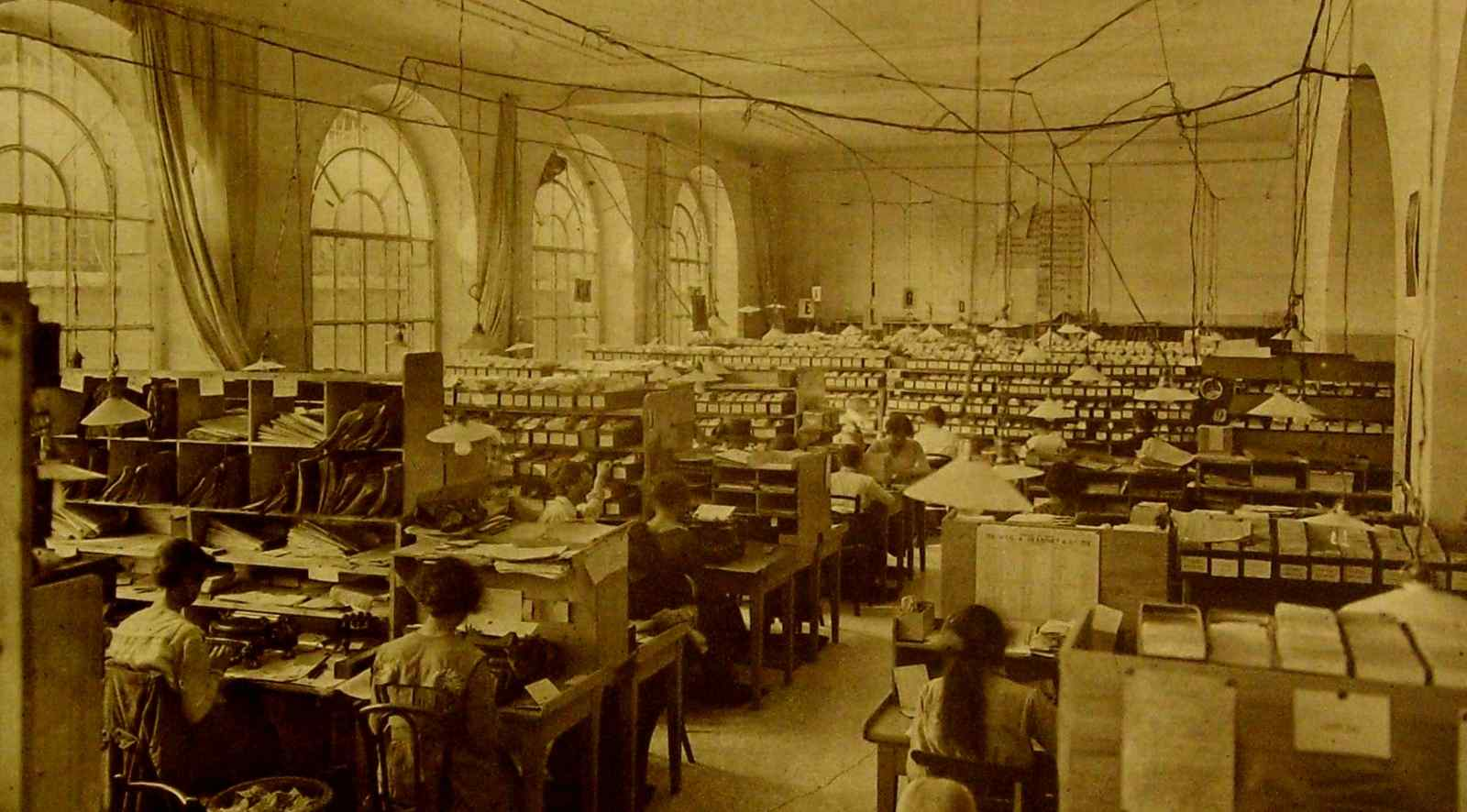
Zentralauskunftsstelle der Internationalen Agentur für Kriegsgefangene des IKRK (AIPG)
Bureau des Agenten für Kriegsgefangene, Genf
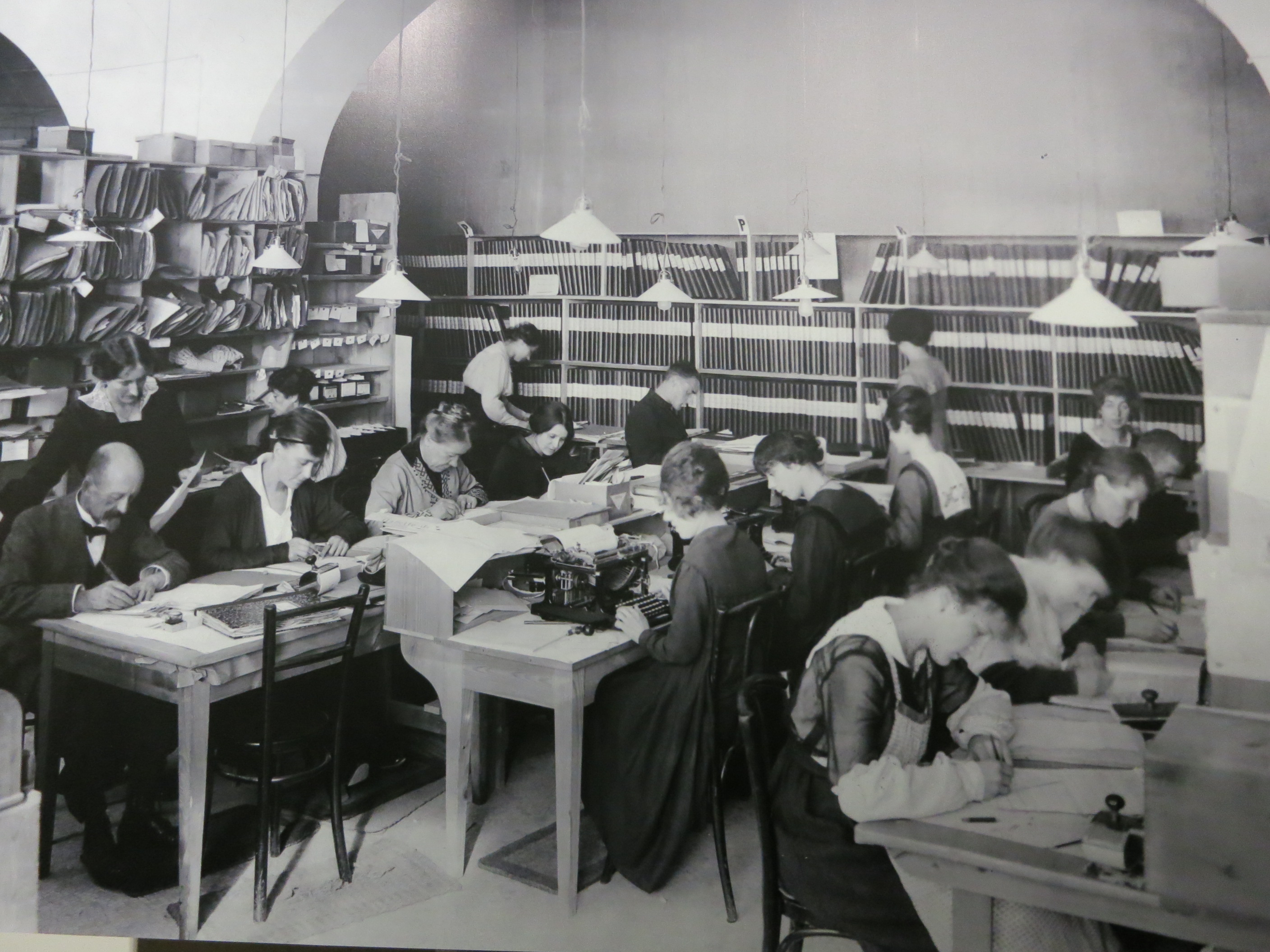
International Zentralstelle für Kriegsgefangene 1914–1923 in Genf
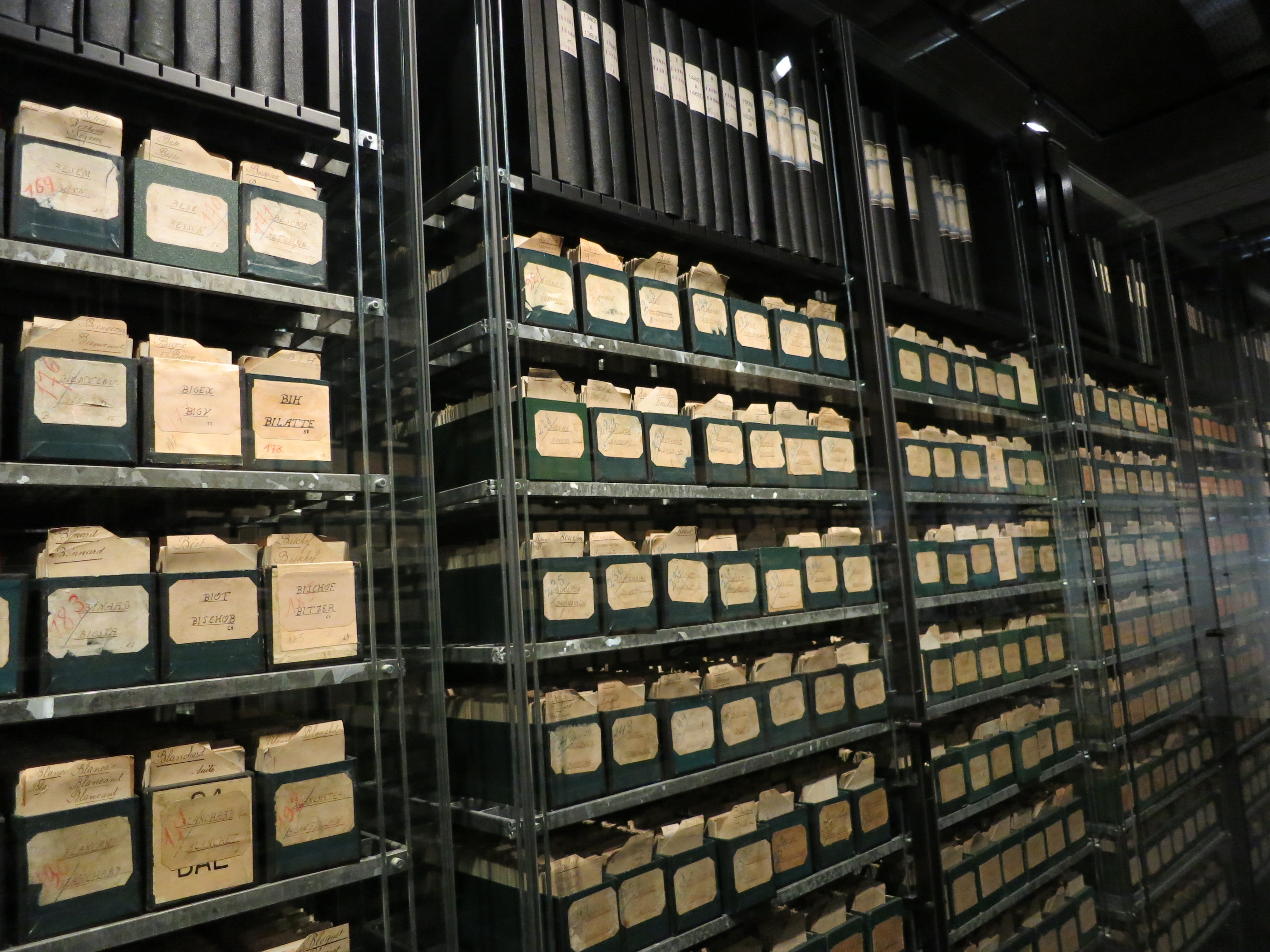
Karteikarten im Rotkreuzmuseum Genf
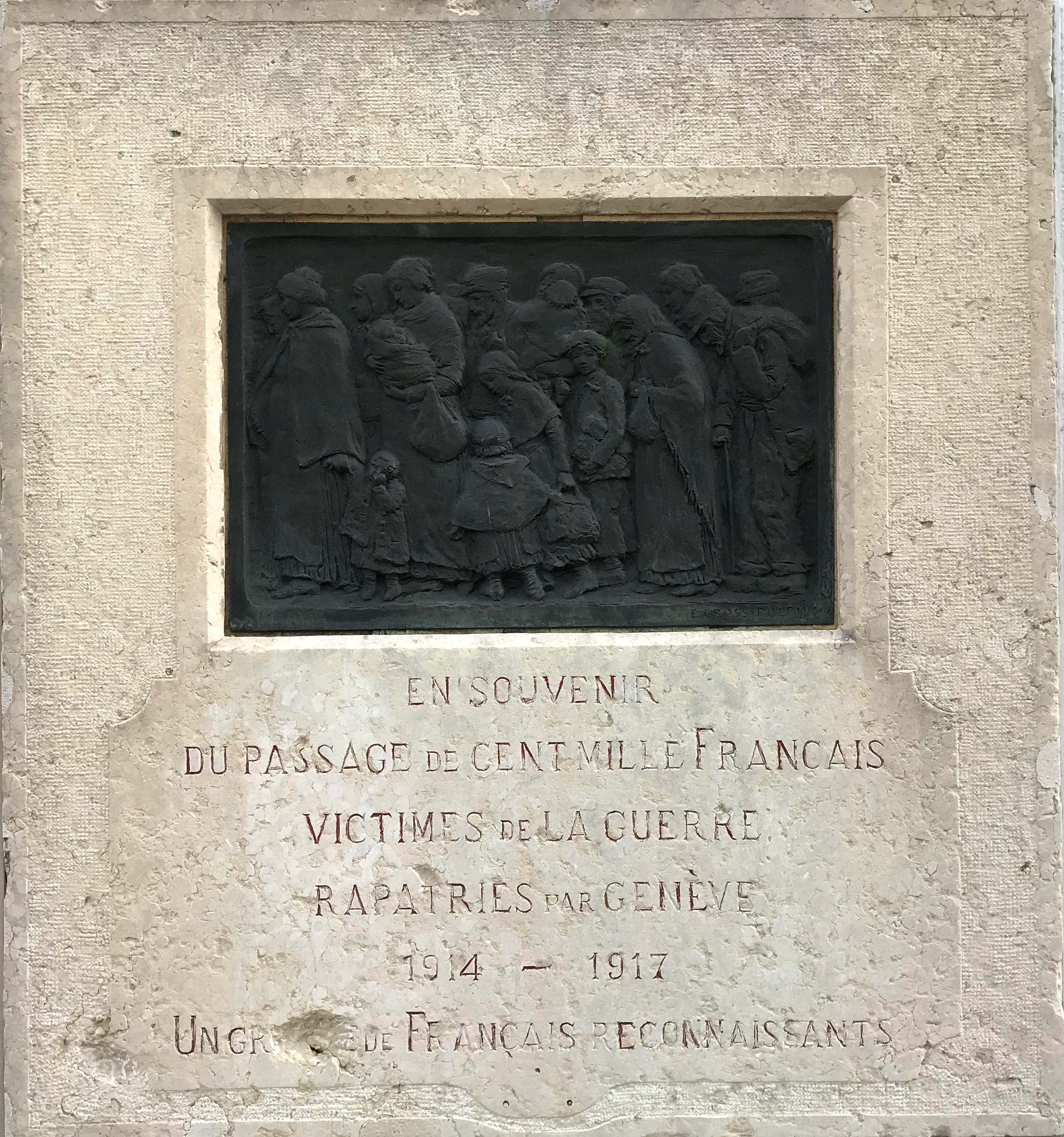
Repatriierung französischer Soldaten in Genf

### Verletzte und Internierte
Der Bundesrat schloss auf der Grundlage der Haager Abkommen mit Deutschland, Frankreich, Grossbritannien, Österreich-Ungarn und Belgien Abkommen, die von 1916 bis zum Kriegsende 68'000 verwundeten und kranken Soldaten beider Seiten eine Erholung in der neutralen Schweiz ermöglichte. Lungengeschädigte deutsche Soldaten wurden über Konstanz in den Schweizer Höhenluftkurorten interniert. Von 1915 bis 1919 waren zunächst rund 80'000 schwerverwundete Kriegsgefangene, welche nicht mehr dienstfähig waren, über die Schweiz ausgetauscht, später über 500'000 Evakuierte und Zehntausende von Internierten repatriiert worden. Die französischsprachige Schweizer Schriftstellerin Noëlle Roger beschrieb diese humanitären Aktionen detailliert.

Lagerhalle mit Brotreserven für heimkehrende französische Kriegsgefangene in Basel, wo sie beim Transit ihrer Eisenbahnzüge verpflegt wurden.
Schlafsaal der britischen Internierten, Luzern
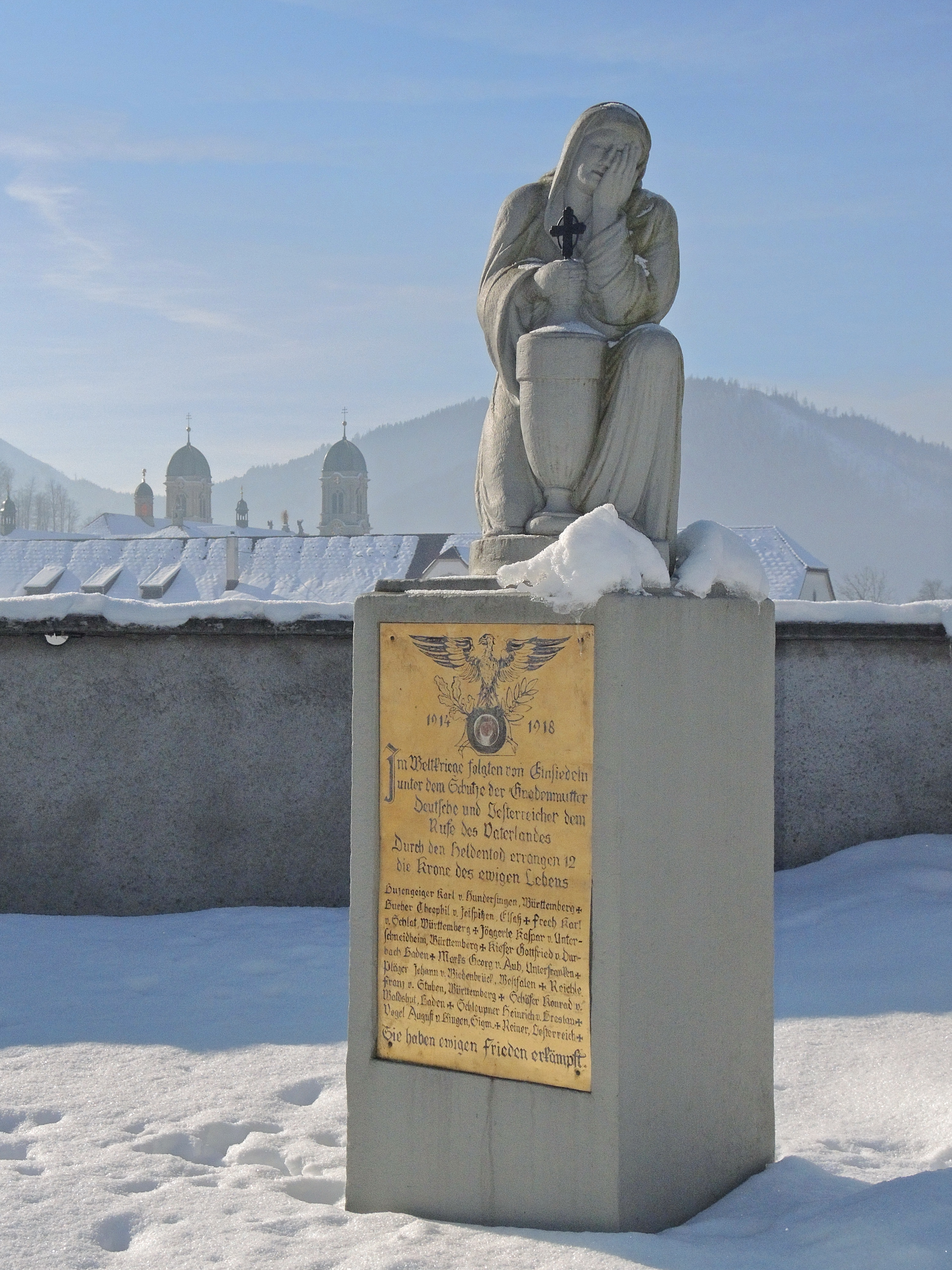
Kriegsdenkmal Einsiedeln: Deutsche und Österreicher, die dem Ruf ihres Vaterlandes folgten

## Friedensvertrag von Versailles
Vom 18. Januar 1919 bis zum 21. Januar 1920 fanden zwischen den Siegern des Ersten Weltkriegs unter Ausschluss der Besiegten die Pariser Friedenskonferenz statt. Das Ergebnis der Verhandlungen waren die Pariser Vorortverträge, darunter auch der Friedensvertrag von Versailles.

### Women’s International League for Peace and Freedom
Frauen waren bei den Friedensverhandlungen in Versailles nicht zugelassen. Vergeblich drängten sie auf einen Platz am Verhandlungstisch. In der festen Überzeugung, dass ein gerechter, nachhaltiger Frieden nur mit Einbezug der Frauen möglich ist, organisierten Feministinnen und Pazifistinnen deshalb 1919 in Zürich die Folgekonferenz des 1915 in Den Haag stattgefundenen Internationalen Frauenfriedenskongresses. Anlässlich der Konferenz erhielt die Organisation ihren heutigen Namen Women’s International League for Peace and Freedom. Ziel der Konferenz war, Frieden durch mehr soziale Gerechtigkeit, eine bessere Rechtsstellung von Frauen und das nationale Selbstbestimmungsrecht auch für die Kolonialbevölkerungen zu sichern.

### Regionalstudien
- Erika Hebeisen, Peter Niederhäuser, Regula Schmid (Hrsg.): Kriegs- und Krisenzeiten. Zürich während des Ersten Weltkriegs. 2. unveränderte Auflage. Chronos Verlag, Zürich 2014, ISBN 978-3-0340-1221-8.
- Historischer Verein des Kantons St.Gallen (Hrsg.): 1914–1918/19 Die Ostschweiz und der Grosse Krieg. Appenzeller Verlag, Herisau 2014, OCLC 878375956.
- Die Region im Ersten Weltkrieg (1914–1918). In: Baselbieter Heimatblätter, Organ der Gesellschaft für Baselbieter Heimatforschung, Bd. 79, 2014 (Digitalisat).